# Torpedoboot 1937
Die neun Torpedoboote des Typs 1937 waren eine Weiterentwicklung der zwölf des Typs Torpedoboot 1935 der Kriegsmarine. Die Verbesserungen im Bereich der Bewaffnung und der Reichweite sowie der Fertigung waren geringfügig. Alle Boote des Typs 1937 entstanden auf der Schichauwerft in Elbing. Obwohl der Auftrag für die ersten Boote schon 1938 erteilt wurde und die ersten vier auch noch 1939 vom Stapel liefen, kamen die Boote erst ab Mai 1941 in den Dienst der Kriegsmarine. Ursprünglich sollte diese 36 Torpedoboote erhalten. Diese Planung wurde schon 1939 zugunsten des neuen „Flottentorpedobootes 1939“ aufgegeben, und die Aufträge der noch zu bauenden Einheiten wurden gestrichen. Als im Juli 1942 mit T 21 das letzte Boot dieses Typs in Dienst kam, waren mit T 22 und T 23 schon die ersten der erheblich größeren und vielseitigeren Flottentorpedoboote im Dienst.
Vier Boote des „Typs 1937“ gingen im Zweiten Weltkrieg verloren. Die fünf verbliebenen wurden unter den Alliierten verteilt.

## Baugeschichte

Riss des Torpedoboots 1935

Die Boote des „Typs 1937“ waren ein Nachbau des „Typs 1935“ mit einigen Verbesserungen. Wie diese sollten sie mit offiziell 600 ts Verdrängung die Zerstörerquote der Flottenverträge unterlaufen und als Torpedoträger in Nord- und Ostsee mit besseren Seeeigenschaften und größerer Reichweite als die kleinen Schnellboote zum Einsatz kommen. Da die Boote des „Typs 1935“ erst Ende 1939 in Dienst kamen und deren Mängel erst spät offenbar wurden und die Beseitigung nur sehr eingeschränkt möglich war, waren die Boote des „Typs 1937“ keine wirkliche Verbesserung zu den vorangegangenen Booten. Der Versuch der Verbesserungen führte zu weiteren Bauverzögerungen. Diese vorhersehbare Tatsache führte auch zu dem frühen Baubeginn der folgenden und grundlegend veränderten „Flottentorpedoboote 1939“, deren erste Boote dieselbe Bauwerft noch vor dem letzten Boot des „Typs 1937“ fertigstellte.
Die neuen Boote des „Typs 1937“ hatten eine Länge von 85,2 m, eine Breite von 8,87 m und einen Tiefgang von bis zu 3,1 m und waren damit geringfügig länger und breiter als die vorangegangene Serie. Sie verdrängten unter normalen Einsatzbedingungen 853 t (max. 1.098 t) und konnten mit der von vier Kesseln gespeisten 31.000-PS-Turbinenanlage über zwei Wellen 35 kn laufen. Der Ölvorrat von 216 t gab den Booten einen Fahrbereich von 1400 Seemeilen bei 19 kn. Die Bewaffnung bestand aus einer 10,5-cm-L/45-Kanone vom Typ C32 am Heck, einem 3,7-cm-L/83-C/30-Buggeschütz, drei 2-cm-L/65-Flugabwehr-Maschinenkanonen an den Seiten der Brücke und auf dem hinteren Deckshaus sowie sechs 53,3-cm-Torpedorohren in zwei Drillingssätzen auf dem Mittel- und Achterschiff auf der Mittellinie des Rumpfes. Als sie in den Dienst kamen, standen Geleitaufgaben im Vordergrund, sodass auch 32 Wasserbomben und zwei Werfer an Bord kamen. Der Transport und Abwurf von bis zu 30 Minen war bei ruhiger See möglich, schränkte aber den Einsatz der übrigen Waffen stark ein.
Die Bewaffnung wurde im Lauf des Krieges erheblich verstärkt und mehr Flugabwehrwaffen kamen an Bord. Erste Nachrüstung auf allen Booten war ab 1942 der Einbau eines 2-cm-L/65-C/38-Fla-Vierlings auf der Scheinwerferposition am hinteren Mast. Bei Kriegsende hatten wohl die Mehrzahl der Boote nur noch den vorderen Torpedorohrsatz, einige ein 4-cm-Flakgeschütz, dazu die meisten zwei vollautomatische 3,7-cm-Flak, zwei 2-cm-Flak-Vierlinge und bis zu vier 2-cm-Flak-Zwillingsgeschütze.
Die Kiellegung der neun Boote des „Typs 1937“ erfolgte auf der Schichau-Werft in Elbing zwischen September 1938 und März 1940. Am 15. Juni 1939 lief mit T 13 das erste Boot der Klasse vom Stapel, dem T 14 am 21. Juli 1939 noch vor Ausbruch des Zweiten Weltkrieges folgte. Alle zwölf Boote des „Typs 1935“ befanden sich zu diesem Zeitpunkt noch in der Endausrüstung bei Schichau und bei der Deschimag in Bremen, die mit sechs Booten an der ersten Serie beteiligt war. Als letztes Boot des „Typs 1937“ lief T 21 am 21. November 1940 vom Stapel. Ab Mai 1941 bis Juli 1942 wurden T 13 bis T 21 von der Kriegsmarine in Dienst gestellt und der 3. Torpedobootsflottille zugewiesen, die bis zum Kriegsende Stammflottille der Boote blieb, auch wenn zeitweise andere Unterstellungen erfolgten.

### Einsatzgeschichte
Der erste größere Einsatz mit Beteiligung der Torpedoboote vom „Typ 1937“ war das Unternehmen Cerberus am 12. Februar 1942, als die Schlachtschiffe Scharnhorst und Gneisenau mit dem Schweren Kreuzer Prinz Eugen von Brest durch den Ärmelkanal nach Deutschland bzw. Norwegen verlegten. Die 3. Torpedobootsflottille unter Korvettenkapitän Wilcke verstärkte ab Dünkirchen mit T 13, T 15, T 16 und T 17 den Sicherungsschirm um die schweren Schiffe. Britische Flugzeuge auf der Suche nach dem Verband beschädigten T 13 auf der Höhe von Gravelines.
Vom 19. bis 27. März 1942 sicherten T 15, T 16 und T 17 mit den Zerstörern Z 24, Z 26 und Z 30 den Schweren Kreuzer Admiral Hipper bei dessen Verlegung nach Trondheim und vom 18. bis 20. Mai T 15 die Lützow von Kiel über Kristiansand nach Trondheim. T 15 sicherte mit T 7 und vier Zerstörern am 2. Juli 1942 die Verlegung des Schlachtschiffs Tirpitz und der Admiral Hipper von Trondheim  nach Nordnorwegen zum geplanten Einsatz gegen den Geleitzug PQ 17 (Operation Rösselsprung).
Vom 8. bis 10. Juli 1942 sicherten die beiden Torpedoboote mit den Zerstörern Friedrich Ihn und Z 24 die Rückführung der durch Grundberührung beschädigten Lützow von der Bogenbucht bei Narvik nach Trondheim.
Die 3. Torpedobootsflottille, Stammflottille des „Typs 1937“, verlegte zu dieser Zeit mit T 13 und T 14 und Booten des „Typs 1935“ im Ärmelkanal die defensiven Minensperren „Rhein“, „Stein“ und „Masuren“.
Am 13./14. Oktober 1942 scheiterte der Versuch, den Hilfskreuzer Komet von Le Havre weiter durch den Ärmelkanal zu bringen. Trotz starker Sicherung durch Minensuchboote und die 3. T-Flottille mit T 4, T 10, T 14 und T 19 konnte eine britische Gruppe von acht Motortorpedobooten und fünf Geleitzerstörern der Hunt-Klasse den deutschen Verband beim Cap de la Hague abfangen. Ein MTB versenkte den Hilfskreuzer mit seiner gesamten Besatzung durch zwei Torpedos. Durch das Abwehrfeuer der Komet wurde die Brücke von T 14 getroffen.
Ab Ende Oktober 1942 stellten die 3. T-Flottille mit T 13, T 14, T 18, T 19 und T 21 und die 5. T-Flottille jeweils einige Boote zur Sicherung von neun deutschen und italienischen Schiffen ab, die aus Bordeaux nach Ostasien als Blockadebrecher oder Versorger ausliefen.
Im März 1943 waren die Boote der Klasse sowohl in Norwegen als auch in Westfrankreich im Einsatz. Vom 8. bis zum 24. März sicherten T 16, T 20 und T 21 vor Südwest-Norwegen mit den Zerstörern Friedrich Ihn, Erich Steinbrinck und Richard Beitzen und den Torpedobooten Greif und Jaguar die Verlegung des Schlachtschiffs Scharnhorst aus der Ostsee nach Nordnorwegen.

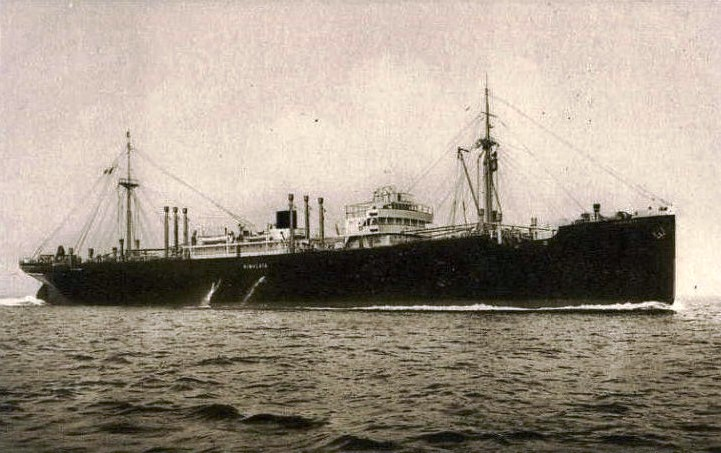
Der italienische Blockadebrecher Himalaya

Am 28. März sicherte T 18 aus Royan mit T 2, T 12 und Falke sowie dem neuen Flottentorpedoboot T 23 den aus der Gironde nach Japan auslaufenden italienischen Blockadebrecher Himalaya. Von der britischen Luftaufklärung entdeckt, brach die Himalaya die Reise ab und wurde von den aus Brest ausgelaufenen Torpedobooten Kondor, T 5, T 9 und T 19 wieder nach Bordeaux geleitet.
Anfang Mai 1943 legte die 2. T-Flottille drei weitere Minensperren im Ärmelkanal und hatte mit T 2, T 5, T 18, T 22 und T 23 Boote aller drei von der Kriegsmarine in Auftrag gegebenen Torpedoboottypen im Einsatz.
Ab Juni wurden in der Biskaya die ein- und auslaufenden U-Boote durch Zerstörer oder Torpedoboote begleitet, wobei neben den im Krieg fertiggestellten Zerstörern Z 24, Z 23 und Z 32 die „Elbing-Zerstörer“ T 22, T 24 und T 25 sowie die Torpedoboote T 5 und T 19 und die schon von der Reichsmarine beschafften Falke, Greif, Möwe, Jaguar und Kondor zum Einsatz kamen und dabei wechselnde Gruppen von zwei bis vier Booten bildeten.
Im Herbst 1943 scheint vom „Typ 1937“ nur noch T 19 im Westen verblieben zu sein. Das Boot wurde in der 5. T-Flottille im September im Ärmelkanal bei der Verlegung der Minensperren „Taube“, „Rebhuhn“ und „Talsohle“ zusammen mit Flottentorpedobooten und Booten der Raubvogel-Klasse eingesetzt.
Am 13. Dezember 1943 kam es zum ersten Verlust eines Bootes vom „Typ 1937“, als die 8th Air Force der USAAF mit über 600 Bombern Kiel angriff und dabei unter anderem das Torpedoboot T 15 in den Deutschen Werken versenkte (1 Todesopfer).
1944 verlagerte sich der Einsatzraum der Boote in die Ostsee. Als am 2. September 1944 der finnische Ministerpräsident Hackzell den Abzug der deutschen Truppen aus Finnland verlangte und die Finnen am 4. September die Kampfhandlungen gegen die Sowjetunion einstellten, versuchte die Wehrmacht in dem eingeräumten Zeitraum bis zum 21. September deutsche Soldaten, Verwundete, Fahrzeuge und Wehrmachtsgut über finnische Ostseehäfen zu evakuieren. Um vom Rückmarsch der deutschen Frachter abzulenken, führte die 3. T-Flottille vom 15. bis 17. September einen Vorstoß in die Ålandsee mit T 13, T 18 und T 20 durch. Auf dem Rückmarsch wurde T 18 vor Baltischport durch sowjetische Bomber vom Typ Douglas A-20 vernichtet. 30 Mann verloren beim Untergang von T 18 auf 59° 23′ N, 23° 50′ O ihr Leben.
Zu dieser Zeit musste die Wehrmacht auch Teile von Estland räumen. Am 23. September verließ der letzte deutsche Geleitzug Reval mit mehr als 9000 Menschen auf sechs Schiffen, die von den Zerstörern Z 28 und Z 25 und der 3. T-Flottille mit T 20, T 13, T 17 und T 19 gesichert wurden. Der Geleitzug wurde am Eingang zum Finnischen Meerbusen von den Schweren Kreuzern Prinz Eugen und Lützow sowie den Zerstörern Z 35 und Z 36 aufgenommen.
In den folgenden Monaten sicherten die Torpedoboote die verbliebenen schweren deutschen Schiffe bei deren Artillerie-Einsätzen zur Unterstützung des Heeres und waren dabei zum Teil sowjetischen Luftangriffen ausgesetzt. Als vom 6. bis 10. Oktober zwischen Libau und Memel sowjetische Truppen bis an die Ostsee durchbrachen, beschossen die Schweren Kreuzer Prinz Eugen und Lützow sowie die 6. Zerstörer-Flottille sowjetische Bereitstellungen bei Memel, wobei die Sicherung des Verbandes gegen Luft- und Unterwasserangriffe die 3. T-Flottille mit T 21, T 13, T 16 und T 20 leisten sollte. Am 23./24. Oktober begleiteten T 13, T 19 und T 21 die Lützow mit Zerstörern bei der Beschießung sowjetischer Stellungen auf Sworbe und bei Memel.
Trotz der Räumung Estlands und des Durchbruchs der Roten Armee bis zur Ostsee befahl Hitler, die baltischen Inseln zu behaupten (Unternehmen Aster), was sich ab Anfang Oktober 1944 allerdings nur noch auf die Halbinsel Sworbe beschränkte. Dies führte zum Einsatz der sogenannten II. Kampfgruppe unter Vizeadmiral Thiele mit der Prinz Eugen und der 3. T-Flottille mit T 21, T 13, T 16 und T 19 am 20./21. November und dann der Admiral Scheer mit zwei Zerstörern und der  2. T-Flottille mit T 3, T 12, T 5, T 9, T 13 und T 16. Die zur Ablösung herbeikommende Lützow musste umkehren, da entgegen der Weisung Hitlers in der Nacht zum 24. November 1944 die Räumung der Halbinsel erfolgte und die verbliebenen Truppen nach Kurland übergesetzt wurden.
Die 3. T-Flottille wurde dann in den Westen des verbliebenen Einsatzgebietes verlegt und brachte Mitte Januar 1945 mit T 19 und T 20 und dem Leichten Kreuzer Nürnberg, dem Minenschiff Linz, den Zerstörern Friedrich Ihn und Theodor Riedel sowie der 8. Räumbootsflottille im Skagerrak die defensive Minensperre Nr. 39 „Titus I“ aus, wobei der deutsche Verband durch britische Flugzeuge angegriffen wurde.
T 17 und T 20 waren Anfang März auch am Ausbringen der Sperre „Titus II“ mit den drei Minenschiffen Ostmark, Lothringen und Linz sowie dem Zerstörer Karl Galster beteiligt. In der Nacht zum 18. März 1945 warfen die Minenschiffe Ostmark und Lothringen, gesichert durch den Zerstörer Friedrich Ihn und die Torpedoboote T 17, T 19 und T 20 noch eine weitere defensive Minensperre im westlichen Skagerrak.
Am 10. April 1945 griffen im Kattegat südöstlich von Laesö britische Flugzeuge ein deutsches Geleit an und versenkten den Transporter Hansa I (1923 BRT) und das Torpedoboot T 13 auf 57° 15′ N, 11° 37′ O (7 Tote). T 16 wurde schwer beschädigt nach Frederikshavn eingebracht, aber dort durch einen Luftangriff völlig zerstört.
Am 14. April 1945 versenkte T 17 im Skagerrak mit Wasserbomben irrtümlich das deutsche U-Boot U 235 mit dessen gesamter Besatzung.

### Letzte Einsätze
Nach Inkrafttreten der Kapitulation in Nordwestdeutschland und Dänemark liefen etliche außerhalb der deutschen Hoheitsgewässer befindliche deutsche Schiffe am 5. Mai 1945 nochmals nach Hela und evakuierten weitere 45.000 Flüchtlinge. Am 6. Mai vor Kopenhagen auf der Reede wieder entladen, liefen die schnellen Kriegsschiffe nochmals am 7. Mai Hela an und nahmen bis zum 8. Mai früh vor Eintreten der Waffenruhe weitere 20.000 Soldaten und Flüchtlinge an Bord, die am 9. Mai in Glücksburg ausgeschifft wurden. An beiden Fahrten waren die Torpedoboote T 17 und T 19 beteiligt.

### Endschicksal
Fünf Boote des Typs waren im Mai 1945 in einem halbwegs einsatzfähigen Zustand und wurden den Briten übergeben. Um die Jahreswende 1945/46 wurden sie unter den Alliierten verteilt. Drei Boote (T 14, T 19, T 21) wurden den amerikanischen Streitkräften zugewiesen, T 20 ging an die Royal Navy und T 17 an die Sowjetunion.
Das der Sowjetunion zugeteilte Torpedoboot T 17 wurde von der Roten Flotte bis 1959 genutzt. Die Briten gaben T 20 im Februar 1946 an Frankreich ab. Die Amerikaner beluden T 21 mit Gasmunition und ließen es am 16. Dezember 1946 im Skagerrak auf 57° 52′ N, 6° 15′ O versenken. T 14 wurde im Oktober 1947 an Frankreich abgeben. T 19 wurde im November 1947 der Dänischen Marine zur Verfügung gestellt; ein dort geplanter Umbau wurde nicht durchgeführt.
| Name | Stapellauf | im Dienst  | Endschicksal                                                                                             |
| ---- | ---------- | ---------- | --- |
| T 13 | 15.06.1939 | 31.05.1941 | am 10. April 1945 durch britische Flugzeuge im Kattegat versenkt                                         |
| T 14 | 21.07.1939 | 14.06.1941 | Januar 1946 an USA, Oktober 1947 an Frankreich: Dompaire, 1951 abgebrochen                               |
| T 15 | 16.09.1939 | 26.06.1941 | am 13. Dezember 1943 bei einem alliierten Luftangriff auf Kiel zerstört                                  |
| T 16 | 20.11.1939 | 24.07.1941 | am 10. April 1945 durch britische Flugzeuge im Kattegat schwer beschädigt, in Frederikshavn ausgesondert |
| T 17 | 13.03.1940 | 28.08.1941 | Januar 1946 an UdSSR: Poryvistyi, später UC 6, 1959 ausgesondert                                         |
| T 18 | 1.06.1940  | 18.11.1941 | am 17. September 1944 durch sowjetische Douglas A-20 nahe Tallinn versenkt                               |
| T 19 | 20.07.1940 | 18.12.1941 | Januar 1946 an USA, November 1947 an Dänemark, geplanter Umbau aufgegeben, 1952 verschrottet             |
| T 20 | 12.09.1940 | 5.06.1942  | Februar 1946 an Frankreich: Baccarat, 1951 abgebrochen                                                   |
| T 21 | 21.11.1940 | 11.07.1942 | Dezember 1945 an USA, 16. Dezember 1946 im Skagerrak mit Gas-Munition versenkt                           |

## Verbleib nach 1945
Die fünf den Krieg überlebenden Boote wurden wie beschrieben unter den Siegermächten aufgeteilt. Allerdings hatten insbesondere die USA und Großbritannien kein ernsthaftes Interesse an diesem Bootstyp, der sich auf deutscher Seite auch wenig hervorgetan hatte.
 Das an die Sowjetunion übergebene T 17 wurde in Порывистый/ Poryvistyy umbenannt und soll 1949 zu einem Kontrollschiff für ferngesteuerte Zielschiffe umgebaut worden sein.  Darüber hinaus verfügte die Rote Flotte seit 1946 noch über die ähnliche Подвижный / Podvizhnyy> (ex T 12), an der  Versuche mit atomaren Sprengkörpern durchgeführt worden sein sollen.
Die französische Marine erhielt im Februar 1946 das Torpedoboot T 20, das in Torpilleur Baccarat umbenannt wurde, und das ähnliche T 11 des „Typs 1935“, das in Bir Hakeim umbenannt wurde. Im Oktober 1947 kam noch T 14 hinzu, das den Namen Dompaire erhielt. Die Boote verblieben in Cherbourg in Reserve und wurden 1951 gestrichen und verschrottet.
Dritter Endabnehmer von überlebenden deutschen Torpedobooten wurde die Dänische Marine, die im November 1947 T 19 vom „Typ 1937“ und im Juni 1948 T 4 vom „Typ 1935“ erhielt. Pläne, die Boote umzubauen, wurden aufgeben und als Ersatz britische Zerstörer der Hunt-Klasse übernommen. Die ehemals deutschen Boote wurden 1952 abgebrochen.